# Freeman Dyson
Freeman Dyson (født 15. december 1923, død 28. februar 2020) var en engelsk-født amerikansk fysiker og matematiker.
Dyson blev uddannet på det engelske Cambridge University og blev senere tilknyttet de amerikanske universiteter, Cornell University, Duke University og Princeton University hvor også Albert Einstein havde sit virke.
Under anden verdenskrig arbejdede Dyson i Royal Air Force Bomber Command.
Dyson er kendt for sine arbejder med kvantefeltteori, fast-stof fysik og atom-videnskab og han var tilhænger af atomar-nedrustning.

## Ekstern henvisning
- Dyson's hjemmeside (engelsk) Arkiveret 4. december 2008 hos  Wayback Machine
- Heretical thoughts about science and society